# أزومي واكي
أزومي واكي (和氣あず未 واكي أزومي) هي مؤدية أصوات يابانية ولدت في 8 سبتمبر 1994 في طوكيو.

## أدوارها في الأنمي

### مسلسلات أنمي تلفزيونية
- آيدولماستر سندريلا جيرلز - ساناي كاتاغيري
- حارسات التوجي - ماي ياناسي
- بوبوكي بورانكي - دومينا دورسي
- بوبوكي بورانكي: عمالقة الكوكب - دومينا دورسي
- بليند إس - مايكا ساكورانوميا
- عقد إخضاع المستدعيتان لزعيم الشر - ريم غاليو
- جارتنا مصاصة الدماء - إيري
- هل أنت مفقود؟ - شيون كوجو
- حبيبة ، حبيبة - ناجيسا ميناسي

## أدوارها في ألعاب الفيديو
- آيدولماستر سندريلا جيرلز - ساناي كاتاغيري

## وصلات خارجية
- أزومي واكي على موقع IMDb (الإنجليزية)
- أزومي واكي على موقع ميوزك برينز (الإنجليزية)
- أزومي واكي على موقع ديسكوغز (الإنجليزية)
- أزومي واكي على موقع قاعدة بيانات الفيلم (الإنجليزية)